# 北朝 (日本)
北朝（日语：／ Hoku chō *）是日本南北朝時代的一个以足利氏为頂点，获得全国多数武士及大多数公家的支持的持明院統的朝廷。对比同時期在奈良吉野所成立的大觉寺统的政权被称作南朝（吉野朝廷）。
随着後醍醐天皇的建武政权灭亡，南北朝分裂。建武3年/延元元年（1336年）以後，足利尊氏迫後醍醐天皇退位，並立持明院統之光明天皇。光明策封他為征夷大將軍，建立室町幕府，是為北朝之始。日本再次統一後，因為明治天皇的旨意，北朝歷任天皇得以保留帝號，但日本政府不承認其為正統，而稱與北朝對立的南朝政權為正朔。

## 概要
镰仓幕府灭亡后，在京都建立建武政权的後醍醐天皇背叛了足利尊氏，建武3年（1336年）6月，足利尊氏迫後醍醐天皇退位天皇，1336年8月，光明天皇践祚成立了北朝，11月归京，成立了武家政权（也就是之后的室町幕府），同时後醍醐天皇携带三神器逃亡。
足利政权内部斗争所致观应之乱，所致统一论被废弃。

## 北朝歴代天皇
1. 光嚴天皇:1331年10月22日（元弘元年9月20日） - 1333年7月7日（正慶2年<元弘3年>5月25日）
2. 光明天皇:1336年9月20日（建武3年<延元元年>8月15日）- 1348年11月18日（貞和4年<正平3年>10月27日）
3. 崇光天皇:1348年11月18日（貞和4年<正平3年>10月27日） - 1351年11月26日（观应2年<正平6年>11月7日）
4. 後光嚴天皇:1352年9月25日（文和元年<正平8年>8月17日） - 1371年4月9日（应安4年<建德2年>3月23日）
5. 後圆融天皇:1371年4月9日（应安4年<建徳2年>3月23日） - 1382年5月24日（永德2年<弘和2年>4月11日）
6. 後小松天皇:1382年5月24日（永徳2年<弘和2年>4月11日） - 1412年10月5日（应永19年8月29日）

- 日期为在位期间。< >内为南朝的年号。

## 關連条目
- 南北朝時代 (日本)
- 大觉寺统 - 持明院統
- 吉野朝廷（南朝）
- 称光天皇
- 後南朝
- 两統迭立
- 南北朝正閏論